# Protopolybia iheringi
Protopolybia iheringi är en getingart som beskrevs av Adolpho Ducke 1910. Protopolybia iheringi ingår i släktet Protopolybia och familjen getingar. Inga underarter finns listade i Catalogue of Life.